# 格倫湖
52°01′25″N 14°34′19″E / 52.0235°N 14.5719°E

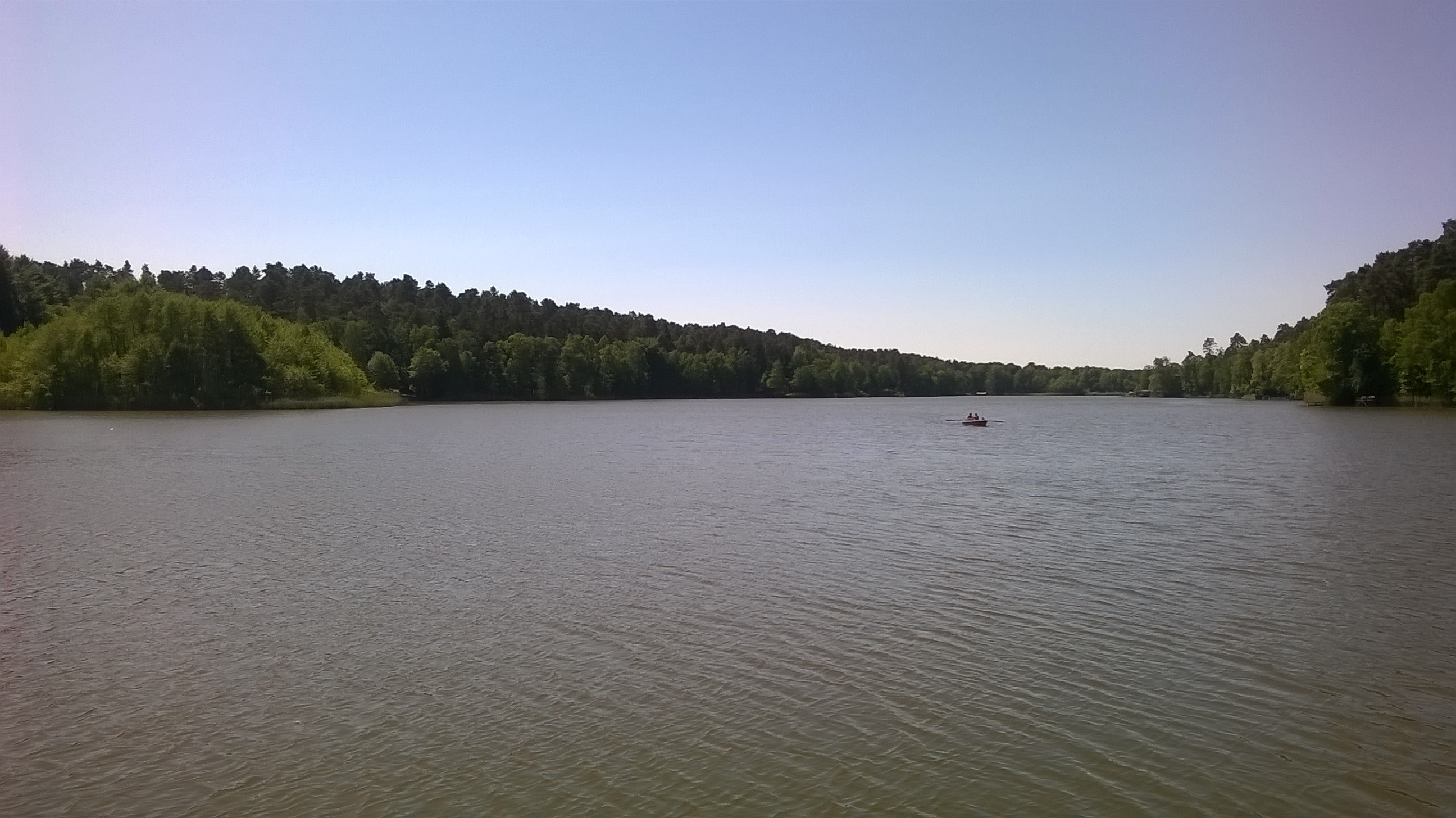

格倫湖（德語：Göhlensee），是德國的湖泊，位於該國東北部，由勃蘭登堡州負責管轄，處於奧得-施普雷縣，長2公里、寬0.4公里，面積0.45平方公里，海拔高度73米，最大水深10米。